# Bettlach, Solothurn
Bettlach är en ort och kommun i distriktet Lebern i kantonen Solothurn, Schweiz. Kommunen har 4 978 invånare (2023).